# Скала (Италия)
Вижте пояснителната страница за други значения на Скала.
Скала (на италиански: Scala) е село и община в Южна Италия.

## География
Скала е морско курортно село в регион Кампания на провинция Салерно. Разположен е на северния бряг на Салернския залив. На около 20 км в източна посока се намира провинциалния център Салерно. На около 50 км на северозапад е град Неапол. Скала е непосредствено в източна посока след градчето Атрани, а на изток след Скала е град Равело. То е село от Амалфийското крайбрежие. Население 1535 жители към 1 април 2009 г.

## История
Първите сведения за града датират от 4 век.

## Икономика
Основен отрасъл в икономиката на града е морският туризъм.